# Harry Stradling
Harry Stradling (Newark, 1 de setembro de 1901 — Los Angeles, 14 de fevereiro de 1970) é um diretor de fotografia estadunidense. Venceu o Oscar de melhor fotografia na edição de 1946 por The Portrait of Dorian Gray e na edição de 1965 pelo filme My Fair Lady.